# Piacenza Football Club 1962-1963
Questa pagina raccoglie le informazioni riguardanti il Piacenza Football Club nelle competizioni ufficiali della stagione 1962-1963.

## Stagione
Nella stagione 1962-1963 il Piacenza ha disputato il girone B del campionato di Serie D, con 43 punti si è piazzato in prima posizione a pari merito con la Solbiatese ed il Rovereto. Il Piacenza ha pareggiato entrambe le gare di spareggio, e la Solbiatese battendo il Rovereto è salita in Serie C.
Si continua a tentare di risalire di categoria con il modenese Ivano Corghi sulla panchina piacentina, ma le incertezze economiche ed il cambio del presidente, il nuovo numero uno è Ezio Egalini, indeboliscono la squadra, infatti partono Vittorio Taddia, Piero Casali, Pierangelo Maccarini ed Alessandro Bozzetti, sostituiti da alcuni giovani promettenti. Con una formazione incompleta si parte male in campionato, poi dal mercato novembrino arrivano veri rinforzi, quali Renato Belloni, Carlo Biggi, Virgilio Anghileri ma su tutti Armando Onesti che a suon di reti risolve i problemi del Piacenza, al termine della stagione mette insieme un bottino di 16 reti in 25 partite. La squadra cambia marcia e da metà classifica si porta in testa, al termine del torneo sono prime in tre, Solbiatese, Piacenza e Rovereto, per decidere l'unica promossa in giugno si rendono necessari degli spareggi, il Piacenza, affaticato dalla lunga rincorsa, non va oltre due pareggi, lasciando campo libero alla Solbiatese che sale di categoria.

## Rosa
| N. |                   | Ruolo | Calciatore         |
| -- | ----------------- | ----- | ------------------ |
|    | Italia (bandiera) | A     | Virgilio Anghileri |
|    | Italia (bandiera) | C     | Francesco Bassi    |
|    | Italia (bandiera) | C     | Renato Belloni     |
|    | Italia (bandiera) | A     | Bruno Bernardi     |
|    | Italia (bandiera) | C     | Carlo Biggi        |
|    | Italia (bandiera) | D     | Ernesto Cesena     |
|    | Italia (bandiera) | D     | Giancarlo Civardi  |
|    | Italia (bandiera) | A     | Natale Colla       |
|    | Italia (bandiera) | A     | Ambrogio Colzani   |
|    | Italia (bandiera) | D     | Ottavio Favari     |
|    | Italia (bandiera) | C     | Andreino Gaboardi  |
|    | Italia (bandiera) | C     | Alberto Galandini  |

| N. |                   | Ruolo | Calciatore           |
| -- | ----------------- | ----- | -------------------- |
|    | Italia (bandiera) | D     | Federico Gasparini   |
|    | Italia (bandiera) | C     | Carlo Nazzaro        |
|    | Italia (bandiera) | A     | Armando Onesti       |
|    | Italia (bandiera) | C     | Dionigi Quaretti     |
|    | Italia (bandiera) | C     | Giovanni Riva        |
|    | Italia (bandiera) | C     | Giuseppe Ruderi      |
|    | Italia (bandiera) | A     | Walter Scarpa        |
|    | Italia (bandiera) | P     | Giuseppe Spalazzi    |
|    | Italia (bandiera) | D     | Riccardo Staffieri   |
|    | Italia (bandiera) | C     | Graziano Tagliaferri |
|    | Italia (bandiera) | P     | Pietro Tappani       |
|    | Italia (bandiera) | C     | Lucio Zioni          |

## Risultati

### Girone di andata
| Arbitro: | Accomazzo (Vercelli) |

|             |           |  |
| Conconi 37’ | Marcatori |  |

| Piacenza 30 settembre 1962 2ª giornata | Piacenza          | 0 – 0 | Trento | Barriera Genova\| Arbitro: \| Gratton (Vicenza) \| |
| Arbitro:                               | Gratton (Vicenza) |       |        |                                                    |

| Inveruno 7 ottobre 1962 3ª giornata | Inveruno                | 0 – 0 | Piacenza | Campo di Via Manzoni\| Arbitro: \| Caligaris (Alessandria) \| |
| Arbitro:                            | Caligaris (Alessandria) |       |          |                                                               |

| Piacenza 14 ottobre 1962 4ª giornata | Piacenza          | 0 – 0 | Sondrio | Barriera Genova\| Arbitro: \| Torelli (Cormano) \| |
| Arbitro:                             | Torelli (Cormano) |       |         |                                                    |

| Arbitro: | Sanguineti (Chiavari) |

|                        |           |  |
| Carpita 40’ Sacchi 72’ | Marcatori |  |

| Arbitro: | Grava (Ivrea) |

|          |           |            |
| Colla 9’ | Marcatori | 21’ Vanoni |

| Bolzano 4 novembre 1962 7ª giornata | Bolzano           | 0 – 0 | Piacenza | Stadio Druso\| Arbitro: \| Facchini (Milano) \| |
| Arbitro:                            | Facchini (Milano) |       |          |                                                 |

| Arbitro: | Palumbo (Genova) |

|              |           |             |
| Gaboardi 73’ | Marcatori | 61’ Govrani |

| Arbitro: | Favaro (Treviso) |

|                   |           |                      |
| Redaelli 17’, 47’ | Marcatori | 87’ (rig.) Staffieri |

| Arbitro: | Pilotto (Torino) |

|                                           |           |  |
| Anghileri 3’, 18’ Colzani 20’ Civardi 25’ | Marcatori |  |

| Treviglio 2 dicembre 1962 11ª giornata | Trevigliese     | 0 – 0 | Piacenza | Stadio Mario Zanconti\| Arbitro: \| Momoli (Padova) \| |
| Arbitro:                               | Momoli (Padova) |       |          |                                                        |

| Arbitro: | Lazzaroni (Milano) |

|            |           |  |
| Onesti 27’ | Marcatori |  |

| Arbitro: | Bova (Genova) |

|                                            |           |               |
| Uglietti 10’ Cesario 15’ (rig.) Macchi 70’ | Marcatori | 21’ Anghileri |

| Arbitro: | Simoncini (La Spezia) |

|                      |           |  |
| Zioni 24’ Onesti 51’ | Marcatori |  |

| Arbitro: | Toselli (Cormons) |

|                                   |           |             |
| Galandini 7’, 58’, 83’ Onesti 13’ | Marcatori | 21’ Lorenzi |

| Arbitro: | Cimma (Biella) |

|                     |           |               |
| Cattaneo 50’ (rig.) | Marcatori | 60’ Staffieri |

| Arbitro: | Ghetti (Modena) |

|            |           |             |
| Onesti 37’ | Marcatori | 83’ Incerti |

### Girone di ritorno
| Arbitro: | Picasso (Chiavari) |

|                         |           |  |
| Galandini 20’ Zioni 45’ | Marcatori |  |

| Arbitro: | Trucillo (Venezia) |

|               |           |  |
| Pizzolato 90’ | Marcatori |  |

| Arbitro: | Veronese (Venezia) |

|                                                    |           |  |
| Anghileri 21’ Onesti 44’, 74’ Moltrasio 62’ (aut.) | Marcatori |  |

| Arbitro: | Di Gioia (Torino) |

|              |           |  |
| Ferrario 53’ | Marcatori |  |

| Arbitro: | Facchini (Milano) |

|                           |           |  |
| Biggi 12’ Onesti 67’, 88’ | Marcatori |  |

| Arbitro: | Cattivello (Pozzuolo del Friuli) |

|  |           |                          |
|  | Marcatori | 49’ Galandini 59’ Onesti |

| Arbitro: | Andina (Asti) |

|                              |           |                     |
| Gaboardi 37’, 64’ Onesti 66’ | Marcatori | 83’ (rig.) Donadoni |

| Arbitro: | Barbaresco (Cormons) |

|                        |           |               |
| Grilli 22’ Copreni 73’ | Marcatori | 62’ Galandini |

| Arbitro: | Castoldi (Genova) |

|                                           |           |  |
| Galandini 46’ Staffieri 75’ Anghileri 83’ | Marcatori |  |

| Arbitro: | Cinna (Biella) |

|             |           |            |
| Pizzini 17’ | Marcatori | 76’ Onesti |

| Arbitro: | Grava (Ivrea) |

|                         |           |             |
| Biggi 32’ Anghileri 84’ | Marcatori | 66’ Menotti |

| Arbitro: | Marengo (Chiavari) |

|  |           |           |
|  | Marcatori | 74’ Biggi |

| Arbitro: | Sgherri (Grosseto) |

|                      |           |            |
| Onesti 54’ Biggi 61’ | Marcatori | 18’ Moroni |

| Arbitro: | Cattivello (Pozzuolo del Friuli) |

|  |           |               |
|  | Marcatori | 27’ Anghileri |

| Arbitro: | Possagno (Treviso) |

|  |           |                 |
|  | Marcatori | 58’, 77’ Onesti |

| Arbitro: | Biggi (Padova) |

|                 |           |  |
| Onesti 51’, 76’ | Marcatori |  |

| Solbiate Arno 2 giugno 1973 34ª giornata | Solbiatese              | 0 – 0 | Piacenza | Stadio Felice Chinetti\| Arbitro: \| Camozzi (Ascoli Piceno) \| |
| Arbitro:                                 | Camozzi (Ascoli Piceno) |       |          |                                                                 |

### Spareggi
| Arbitro: | Frullini (Firenze) |

|               |           |               |
| Galandini 37’ | Marcatori | 72’ Brambilla |

| Arbitro: | Galatolo (Santa Margherita Ligure) |

|                 |           |                           |
| Guerra 61’, 74’ | Marcatori | 48’ Belloni 88’ Anghileri |